# Taupo Lacus
Il Taupo Lacus è una struttura geologica della superficie di Titano.